# Czaty kozackie (obraz Tadeusza Rybkowskiego)
Czaty kozackie – obraz olejny namalowany przez polskiego malarza Tadeusza Rybkowskiego w czwartej ćwierci XIX wieku, znajdujący się w zbiorach Muzeum Narodowego w Warszawie.

## Opis
Scena namalowana na desce dębowej dzieje się jesienią. Trzech Kozaków ubranych w granatowe mundury i papachy na głowach znajduje się na czatach. Dwaj siedzą przy ognisku a trzeci obserwuje teren. Po lewej stronie znajdują się trzy lance wbite w ziemię, po prawej trzy osiodłane konie. Całość kompozycji utrzymana jest w ciemnych barwach.         